# Culture d'Abachevo
Objets typiques
Métallurgie du cuivre et du bronze
La culture d'Abachevo (en russe : Аба́шевская культу́ра)  est une culture archéologique de l'Âge du bronze ancien (vers 2300 - 1850 av. J.-C.) trouvée dans les vallées de la Volga et de la Kama, au nord du coude de Samara, et dans les contreforts méridionaux des monts Oural. Elle tire son nom du village d'Abachevo, en Tchouvachie. Elle est considérée comme une des cultures mères des cultures de Sintachta et de Sroubna.

## Aire géographique
La culture d'Abachevo est la plus orientale des cultures de la forêt russe issues de la culture de la céramique cordée. Elle occupe une partie du territoire de la culture de Fatianovo-Balanovo, la variante orientale de la culture de la céramique cordée qui l'a précédée.

## Habitat
Plus de 200 établissements ont été découverts, mais peu ont livré des vestiges en nombre significatif. Les établissements de la culture d'Abachevo se situent principalement dans la zone avant du premier étage d'une terrasse alluviale ou dans les hautes vallées. Seules deux implantations étaient fortifiées. La plus grande implantation avait une superficie de plusieurs milliers de mètres carrés. Les recherches archéologiques ont montré qu’un village comptait en moyenne une à trois maisons. Les archéologues supposent que le nombre de maisons était probablement plus élevé, car de nombreux bâtiments ne sont plus identifiables après la disparition de leurs fondations en bois.
Les bâtiments d'Abachevo étaient construits en bois. Les maisons d'habitation mesuraient entre 6 x 6,5 mètres et 13 x 14 mètres. Il est frappant de constater que tous les bâtiments ont une construction similaire malgré leurs tailles différentes. Du fait que davantage d'objets métalliques ont été trouvés dans les plus petits bâtiments, on peut supposer que la différence de taille indique des utilisations différentes. Sur le sol des maisons individuelles peuvent parfois se trouver des foyers et des excavations, ce qui pourrait représenter des celliers.

## Sépultures
La culture d'Abachevo suit la tradition de la culture Yamna en ce qui concerne les pratiques d'inhumation dans des kourganes. Les offrandes funéraires sont souvent peu abondantes, à peine plus d'un ou deux récipients. Certaines tombes montrent des traces d'un sol en écorce de bouleau et d'une construction en bois formant des murs et un toit.

## Vestiges archéologiques
La culture d'Abachevo a livré des vestiges de chevaux domestiques et de chariots.
Les vestiges les plus nombreux de la culture d'Abachevo sont des tessons de poterie et des os d'animaux. Des pichets, des bols, des récipients aux rebords acérés ont été trouvés. La caractéristique de ces objets est la forme particulière de la surface externe. Elle possède une sorte de quadrillage interne. À l'exception de quelques pièces individuelles, les poteries trouvées étaient décorées. La plupart du temps, il s'agit d'empreintes ou de lignes tracées par des peignes. Certains ont des enfoncements, des formes géométriques ou des lignes.
La métallurgie est attestée, grâce à l'extraction minière du cuivre dans l'Oural méridional. Les objets en métal, pour moitié en cuivre et pour moitié en bronze, incluent des pilons, des broyeurs et des pots. Des ornements en forme de rosettes, qui pourraient avoir été attachées aux vêtements ou aux cheveux, semblent également typiques de cette culture. On a trouvé aussi des bagues, des pendentifs et des bracelets, parfois en argent. La culture d'Abachevo était un centre de métallurgie important dans le sud de l'Oural.

## Économie
L'économie était agricole mixte, avec une forte composante d'élevage. Les ossements d'animaux découverts permettent de tirer des conclusions sur l'alimentation des habitants. Entre 68 et 79 % des os provenaient de bovins, suivis des os de mouton et, dans une moindre mesure, de porc. Contrairement à de nombreuses autres cultures de l'Âge du bronze, les archéologues ont trouvé peu d'os de cheval dans la culture d'Abachevo, bien que des harnais pour chevaux aient été découverts. Ils en déduisent un mode de vie sédentaire, comme on peut s'y attendre par exemple dans un camp d'hiver. On observe une proportion accrue d'os de porc dans le piémont de l'Oural, seule région où des forêts de chênes étaient présentes, les glands servant à l'alimentation des porcs.

## Linguistique
La culture d'Abachevo est généralement considérée comme indo-iranienne. Ses porteurs ont eu des contacts avec des locuteurs de langues ouraliennes, ce qui permet de présumer des emprunts de mots de part et d'autre.